# 府中市立府中第五小学校
府中市立府中第五小学校（ふちゅうしりつふちゅうだいごしょうがっこう）は、東京都府中市本宿町一丁目にある公立の小学校である。

## 学区域
以下、府中市ウェブサイトによる。
- 美好町
  - 二丁目 ※一部を除く
  - 三丁目 ※一部を除く

- 分梅町
  - 一丁目 ※一部を除く
  - 三丁目 ※一部を除く
  - 四丁目 ※一部を除く

- 住吉町
  - 三丁目 ※一部を除く

- 四谷
  - 二丁目 ※一部を除く

- 日新町
  - 一丁目
  - 二丁目 ※一部を除く
  - 三丁目 ※一部を除く

- 本宿町
  - 一丁目
  - 二丁目 ※一部を除く

- 西府町
  - 一丁目
  - 二丁目 ※一部を除く
  - 五丁目 ※一部を除く

## アクセス
以下、学校ウェブサイトによる。
- 南武線西府駅南口より徒歩約3分。
- 京王電鉄バス「本宿町2丁目」バス停より徒歩10分（府中駅および国立駅発、または七小循環）